# Выдрино (Челябинская область)
Вы́дрино — село в Уйском районе Челябинской области России. Входит в состав Ларинского сельского поселения.

## География
Село находится в западной части области, в лесостепной зоне, на берегах реки Агыр, на расстоянии 14 км по прямой к северо-западу от села Уйского, административного центра района. Абсолютная высота 344 м над уровнем моря.
Часовой пояс
Село Выдрино, как и вся Челябинская область, находится в часовой зоне МСК+2. Смещение применяемого времени относительно UTC составляет +5:00.

## Население
| 2002 | 2010 |
| ---- | ---- |
| 424  | ↘408 |

Гендерный состав
По данным Всероссийской переписи населения 2010 года в гендерной структуре населения мужчины составляли 49 %, женщины — 51 %.
Национальный состав
Согласно результатам переписи 2002 года, в национальной структуре населения русские составляли 84 %.

## Улицы
| - Заречье, - Ключевая, - Луговой переулок, - Новая, - Почтовая, | - Тихий переулок, - Трактовая, - Трансформаторная, - Центральная, - Школьная. |